# Títulos do Rio Branco Atlético Clube
Esta é uma lista de títulos do Rio Branco Atlético Clube, clube de futebol da cidade de  Vitória no Espírito Santo.

## Futebol

### Competições oficiais
| ESTADUAIS  | ESTADUAIS                        | ESTADUAIS | ESTADUAIS |
|            | Competição                       | Títulos   | Temporadas |
| ---------- | -------------------------------- | --------- | --- |
|            | Campeonato Capixaba              | 39        | 1918, 1919, 1921, 1924, 1929, 1930, 1934, 1935, 1936, 1937, 1938, 1939, 1941, 1942, 1945, 1946, 1947, 1949, 1951, 1957, 1958, 1959, 1962, 1963, 1966, 1968, 1969, 1970, 1971, 1973, 1975, 1978, 1982, 1983, 1985, 2010, 2015, 2024 e 2025. |
|            | Copa Espírito Santo              | 1         | 2016. |
|            | Campeonato Capixaba - Série B    | 2         | 2005 e 2018 |
|            | Torneio Início do Espírito Santo | 24        | 1918, 1920, 1921, 1924, 1925, 1928, 1929, 1930, 1931, 1932, 1934, 1935, 1936, 1940, 1942, 1947, 1956, 1957, 1959, 1962, 1964, 1968, 1969 e 1970.                                                                                           |
| MUNICIPAIS |                                  |           | |
|            | Competição                       | Títulos   | Temporadas |
| Vitória    | Taça Cidade de Vitória           | 27        | 1918, 1919, 1921, 1924, 1929, 1930, 1934, 1935, 1936, 1937, 1938, 1939, 1941, 1942, 1945, 1946, 1947, 1949, 1951, 1957, 1958, 1959, 1964, 1965, 1967, 1969 e 1971.                                                                         |

### Competições amistosas
- Estatueta de Terracota: 1919
- Taça Charitas: 1921
- Taça Liga Sportiva Espíritosantense (LSES): 1921 e 1922
- Taça Antônio Braconi: 1924
- Taça Concordia: 1925
- Taça Oscar Barbosa: 1925
- Taça Cláudio Daumas: 1930
- Torneio Caixa Olimpica 1932
- Taça Redenção: 1931
- Troféu Bastos Padilha: 1937
- Taça Mascotte: 1937
- Taça Alberto Silva: 1939
- Taça Rio Branco: 1940
- Taça Alfredo Sarlo: 1942
- Troféu Comandante Corciul: 1943
- Troféu Dr. Aristides Santos: 1946
- Troféu João Carlos Vasconcelos: 1949
- Torneio Quadrangular: 1951 e 1954
- Torneio Centenário de Vitória: 1951
- Taça Eficiência: 1957
- Taça Imprensa: 1959
- Taça José Leal: 1961
- Taça Rubens Gomes: 1962
- Troféu da Revolução 31 de Março: 1965
- Torneio Triangular: 1965
- Taça João Calmon: 1968
- Taça A Esportiva: 1968
- Torneio Ministro Antônio Dias Leite: 1969
- Taça 02 de Maio Bolívar de Abreu: 1969
- Troféu Arthur Del Caro Paiva: 1970
- Taça Independência: 1972
- Troféu Cidade de Vitória: 1972
- Taça Amizade - CEUB: 1974
- Troféu Setembrino Pelissari: 1975
- Troféu ACEC: 1975
- Taça 31 de Março: 1975
- Taça Élcio Álvares: 1975
- Troféu Governador do Estado: 1975
- Troféu Sérgio Monteiro: 1975
- Torneio de Verão: 1975
- Troféu da Amizade: 1975
- Troféu Clóvis Mendonça: 1975
- Torneio Mozart Di Giorggio: 1976
- Torneio Incentivo: 1977 e 1978
- Taça Kléber Andrade: 1978
- Troféu José Miguel Feu Rosa: 1981
- Taça Cidade de Colatina: 1982
- Taça Cidade de Ibiraçu: 1983
- Taça Cidade de Vitória: 1983
- Torneio dos Campeões Capixabas: 2001
- Torneio Metropolitano Master de Futebol: 2002

### Categoria de base
- Campeonato Capixaba Sub-20: 2012,2016

## Outros esportes

### Futebol society
- Mundialito de Clubes de Futebol 7: 2014[1]

### Futebol de areia
- Campeão do Qualifying Sul/Sudeste/Centro-Oeste da Copa Brasil: 2016
- Super Etapa do Vitória Beach Soccer Cup: 2016[2]
- 2º Etapa do Vitória Beach Soccer Cup: 2016[3]
- 1º Etapa do Vitória Beach Soccer Cup: 2017[4]